# اختلال کارکردی
اختلال کارکردی (انگلیسی: Functional disorder) یک وضعیت پزشکی است که طی آن کارکرد فرایندهای بدن دچار اختلال می‌شود، اما با معاینه، تشریح و حتی در آزمایشگاه و زیر میکروسکوپ، هیچ دلیل مشخصی برای آن یافت نمی‌شود. فرد هیچگونهٔ نمای بیرونی نابهنجاری ندارد. این برخلاف اختلال ساختاری است که در آن، برخی بخش‌های بدن دچار ناهنجاری هستند یا اختلال روان‌تنی که در آن علت علائم فرد، بیماری‌های روان‌پزشکی و روان‌شناسی است. تعریف دقیق اختلال کارکردی در حوزه‌های مختلف تخصص پزشکی اندکی متفاوت است.
عموماً، سازوکاری که طی آن اختلال کارکردی به‌وجود می‌آید، مشخص و مفهوم نیست و گاهی اهمیت چندانی هم در مقاصد درمانی ندارد. به‌نظر می‌رسد و مغز و اعصاب در این سازوکار دخیل باشند. همچنین معمول است که فرد دچار یک اختلال کارکردی، به انواع دیگری از آن نیز مبتلا باشد.

## وضعیت
اینکه به کدام بیماری، «اختلال کارکردی» گفته شود، بستگی به دانش و آگاهی علمی دربارهٔ آن بیماری دارد. به عنوان مثال صرع، اسکیزوفرنی و سردردهای میگرنی در گذشته جزء اختلال کارکردی محسوب می‌شدند، اما امروزه دیگر چنین نیست.

## برخی مثال‌ها
- سندرم روده تحریک‌پذیر
- فیبرومیالژیا
- سندرم خستگی مزمن
- درد مزمن لگنی
- سندرم استفراغ دوره‌ای
- سیستیت بینابینی
- دردهای مفصل گیجگاهی‌زیرواره‌ای